# سمندر بی‌شش
سمندران بی‌شش (Plethodontidae)، یک خانواده از راستهٔ سمندرسانان است. اکثر گونه‌ها بومی نیمکره غربی هستند، از بریتیش کلمبیا گرفته تا برزیل، اگر چه تعداد کمی از گونه‌ها در ساردنی، اروپا (جنوب رشته کوه‌های آلپ) و کره جنوبی یافت می‌شود. از نظر تعداد گونه، آن‌ها بزرگ‌ترین گروه از سمندرها هستند.

## زیست‌شناسی
چند راه شناسایی سمندر بی‌شش (Plethodontidae) از دیگر سمندرها: آنها به‌طور چشمگیر بدون ریه هستند و تنفس را از طریق پوست و بافت پوششی دهان خود انجام می‌دهند. دیگر ویژگی برجسته وجود یک شکاف عمودی بین سوراخ بینی و لب بالا است که به عنوان «شیار بینی-لوبی» (nasolabial groove) شناخته می‌شود.

## طبقه‌بندی
خانواده Plethodontidae به چهار زیرمجموعه و حدود ۳۸۰ گونه تقسیم شده‌اند که اکثر گونه‌های سمندر شناخته‌شده را به وجود می‌آورند.